# Oberwil bei Büren
Oberwil bei Büren é uma comuna da Suíça, situada no distrito administrativo de Seeland, no cantão de Berna. Tem 6,7 km² de área e sua população em 2018 foi estimada em 875 habitantes.